# 딸기 파이

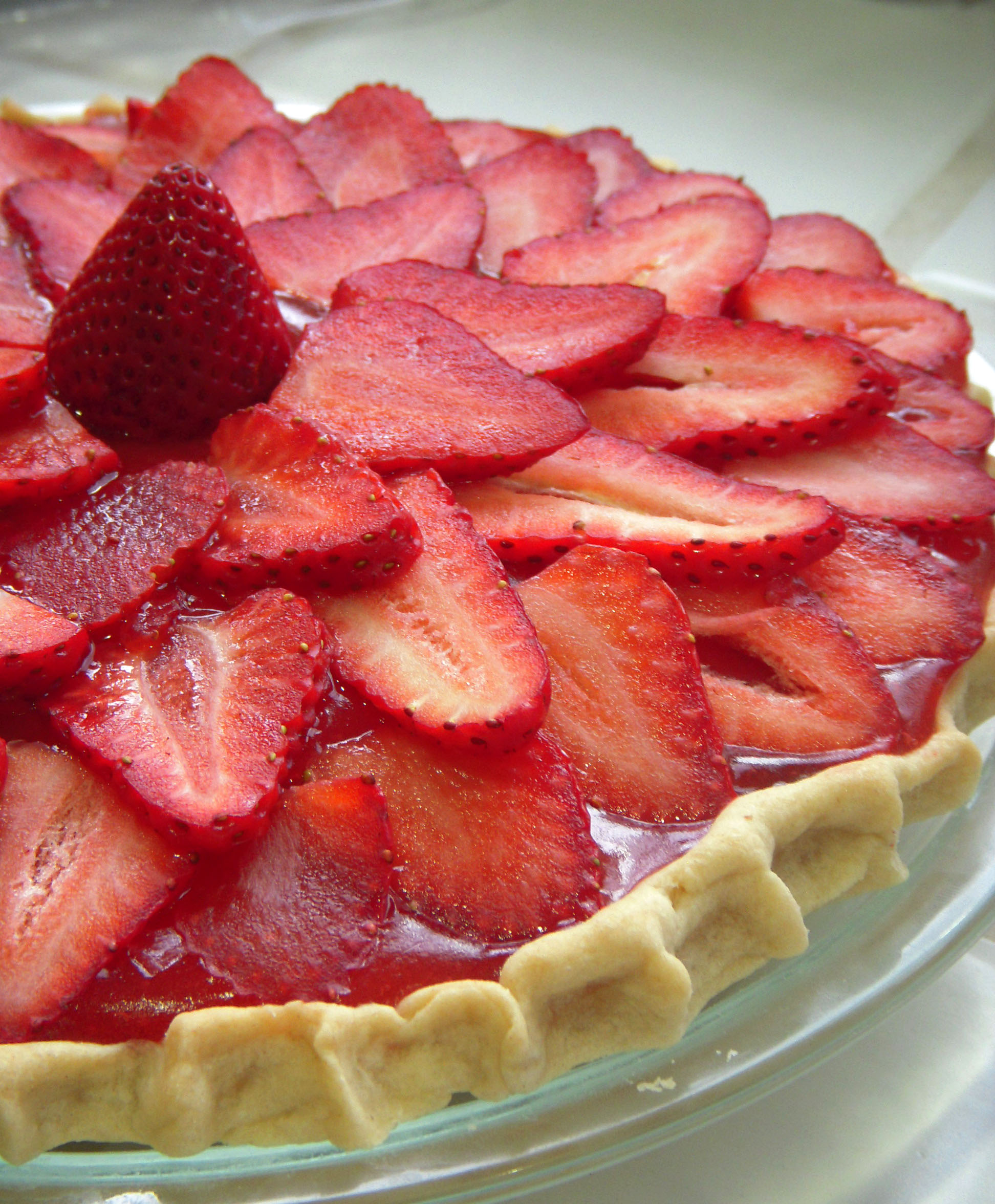
딸기 파이

딸기 파이(Strawberry pie)는 주로 딸기와 설탕을 파이 크러스트에 넣고 젤라틴과 함께 먹는 디저트 음식이다. 종종 휘핑 크림과 함께 제공된다. 